# لیونا آندرسون
لیونا آندرسون (انگلیسی: Leona Anderson؛ ‏ ۳ آوریل ۱۸۸۵ – ۲۵ دسامبر ۱۹۷۳) بازیگر و خواننده اهل ایالات متحده آمریکا بود.
از فیلم‌هایی که وی در آن نقش داشته‌است، می‌توان به در پارک و گل و ماسه اشاره کرد.